# Ankunft eines Eisenbahnzuges
Ankunft eines Eisenbahnzuges je německý němý film z roku 1896. Režisérem je Max Skladanowsky (1863–1939). V Deutsche Kinemathek se nachází 35 mm kopie.

## Děj
Film zachycuje osobní vlak, jak příjíždí do stanice Berlin-Schönholz, kde zdejší zaměstnanci vkročí na nástupiště a vojenským způsobem přivítají strojvedoucího. Kromě zaměstnanců jsou na nádráží také lidé, kteří čekají na cestující, a vystupující, kteří ho opouštějí. Zaměstnanec vlaku mezitím vyprázdní zavazadlový prostor v prvním voze.